# Taismary Agüero
Taismary Agüero Leiva Botteghi (Sancti Spíritus, Cuba, 5 de março de 1977) é uma jogadora de voleibol italiana de ascendência cubana, casada com o fisioterapeuta Alessio Botteghi com quem tem um filho, Pietro. Conhecida carinhosamente como "Tai", possui um enorme fã-clube e é uma das mais queridas jogadoras da seleção italiana. Uma das mais famosas e melhores levantadoras do mundo devido à sua grande versatilidade e técnica apurada. Seu enorme talento, potência e precisão, tornaram-na, também, uma das melhores e mais premiadas sacadoras do mundo.

## Carreira

### Clubes
| Clube               | País    | De   | A    |
| Cuba                | Cuba    | 1994 | 1998 |
| Sirio Peruggia      | Itália  | 1998 | 2000 |
| Cuba                | Cuba    | 2000 | 2001 |
| Sirio Peruggia      | Itália  | 2001 | 2005 |
| Novara              | Itália  | 2005 | 2007 |
| Türk Telekom Ankara | Turquia | 2007 | 2009 |
| GSO Villa Cortese   | Itália  | 2009 | 2011 |
| Universal Modena    | Itália  | 2011 | 2013 |
| Inativa             | Itália  | 2013 | 2014 |
| VB Casalmaggiore    | Itália  | 2014 | ...  |

### Seleções
- Cuba: 1994-2001
- Itália: 2007-2009[1]

## Principais títulos
Individuais
- MVP (2): Copa do Mundo/1999, Top Teams Cup/2006.
- Melhor sacadora (3): Copa do Mundo/1999, Champions League/2004, Coppa CEV/2005
- Melhor levantadora (2): WGP/1997, Copa dos Campeões/1997
- Melhor atacante (2): WGP/2007, Coppa Italia/2009
- Maior pontuadora (2): Top Teams Cup/2006, WGP/2007
- MVP: Campeonato Europeu (2007)
- Coppa Itália (2009)

Em clubes
- Campeonato Italiano (2): 2003, 2005
- Coppa Italia (5): 1999, 2003, 2005, 2010, 2011
- Supercoppa Italiana (1): 2005
- Coppa delle Coppe (1): 2000
- Coppa CEV (1): 2005
- Top Teams Cup (1): 2006

Seleção Cubana
- Jogos Olímpicos (2): 1996 e 2000
- Campeonato Mundial (1): 1998
- Copa do Mundo (2): 1995 e 1999

Seleção Italiana
- Copa do Mundo (1): 2007
- Campeonato Europeu (2): 2007 e 2009
- Jogos do Mediterrâneo (1): 2009